# Bocsig (gmina)
Bocsig – gmina w Rumunii, w okręgu Arad. Obejmuje miejscowości Bocsig, Mânerău i Răpsig. W 2011 roku liczyła 3231 mieszkańców.